# Radiostacja (film)
Radiostacja (tyt.oryg. Radiostacioni) – albański film fabularny z roku 1979 w reżyserii Rikarda Ljarji, na podstawie powieści Nëntori i një kryeqyteti Ismaila Kadare.

## Opis fabuły
Akcja filmu rozgrywa się w listopadzie 1944. Oddział partyzancki, w skład którego wchodzi Teuta otrzymują rozkaz zajęcia budynku Radia Tirana. Partyzantom udaje się dotrzeć do byłych pracowników radia i grupy intelektualistów, którzy mają pomóc w przeprowadzeniu pierwszej transmisji z wyzwolonej stolicy. Teuta otrzymuje zadanie, aby rozpocząć audycję w roli spikerki.
Zdjęcia do filmu realizowano w Tiranie.

## Obsada
- Birçe Hasko jako komendant Mete
- Rikard Ljarja jako komendant Dino
- Agim Qirjaqi jako pisarz
- Andon Koço jako pisarz
- Elvira Diamanti jako łączniczka Teuta
- Pavlina Mani jako Mariana
- Drita Pelingu jako Mukadezi
- Bujar Asqeriu jako Sherif
- Adrian Hoxha jako Thanas
- Shpëtim Shmili jako Gaqo
- Viktor Bruçeti jako burżuj
- Behije Çela jako żona burżuja
- Antoneta Fishta jako żona burżuja
- Grigor Stavri jako partyzant
- Mirush Kabashi jako Janaq Kristo
- Ilia Shyti jako inżynier
- Gazmend Bujari
- Marta Burda
- Kastriot Çaushi
- Melpomeni Çobani
- Gjovalin Gjoka
- Besa Imami
- Marika Kallamata
- Ndrek Shkjezi
- Roland Trebicka